# Angelica Garnett
Angelica Vanessa Garnett, född Bell den 25 december 1918 nära Lewes, East Sussex, död 4 maj 2012 i Aix-en-Provence, Bouches-du-Rhône, var en brittisk författare, målare och dansös. Hon var dotter till konstnärerna Vanessa Bell och Duncan Grant. Garnett hade nära samarbeten med Bloomsburygruppen. Hon var gift med David Garnett.